# Luis Vázquez Martínez
Luis Vázquez Martínez (26 de enero de 1949, Narayola, Camponaraya, provincia de León) es catedrático de Matemática Aplicada desde 1995 en la Facultad de Informática de la Universidad Complutense de Madrid (UCM), España, donde se incorporó en 1977 a la Facultad de Ciencias Físicas. Es Académico Correspondiente de la Real Academia de Ciencias Exactas, Físicas y Naturales de España (2005) y Académico Correspondiente de la Real Academia de Doctores de España (2017).

## Biografía
Nació el 26 de enero de 1949 en Narayola (Camponaraya), León, España. Después de terminar la educación primaria y secundaria en Narayola, Ponferrada (León) y Corella (Navarra), obtuvo el Bachillerato en Calahorra (La Rioja). En 1971 se licenció en Física Teórica en la Universidad Complutense de Madrid (UCM) y, posteriormente, obtuvo el Doctorado en la Universidad de Zaragoza con una tesis dirigida por el Profesor Antonio F. Rañada.

## Trayectoria universitaria e instituciones
Fue Investigador visitante asociado en el Departamento de Matemáticas de la Universidad de Brown (Providence, R.I., USA), durante los años 1975-1977, trabajando en colaboración con el Profesor Walter A. Strauss. Fue Colaborador del Centro de Estudios No Lineales del Laboratorio Nacional de Los Álamos, Nuevo México (USA), durante el periodo 1987-1991, y fue Científico Asociado en CERN, Geneva (Suiza), del 15 de octubre al 15 de diciembre de 1988.
Ha ocupado diferentes puestos en la UCM: Vicedecano de la Facultad de Físicas, Vicepresidente Asociado de Investigación, Director de la Oficina Europea para la Investigación, Fundador y Director del Centro de Supercomputación.
Ha sido Coordinador de Prospectiva Científica en la Agencia Nacional de Evaluación y Prospectiva de España (ANEP), desde 1994 hasta 1997. Y es miembro de los comités de expertos asociados a los Programas Marco Europeos de I+D.

## Actividad de exploración de Marte
Es colaborador senior del Instituto Nacional de Técnica Aeroespacial (INTA). Programas de Exploración de Espacio de España. Es miembro fundador del Centro de Astrobiología (CSIC-INTA), asociado al Instituto de Astrobiología de la NASA. Es coordinador del calibrado de los sensores de UV del Beagle 2 – Mars Express (ESA, 2003) .
Ha sido el Investigador Principal (2004-2007) del Rover Environmental Monitoring Station (REMS) del Mars Science Laboratory (MSL) – NASA Misión a Marte (2011). Desde 2007, es el director Científico Español de la Misión a Marte MetNet Precursor de Rusia, Finlandia y España.
Fue el creador del Grupo de Estudios Marcianos en la UCM (2008) , asociado a la Misión MetNet a Marte. Desde abril de 2013 es el director Científico del instrumento español SIS-DREAMS de la Misión a Marte ExoMars 2016. Desde enero de 2014 es Co-Investigador del instrumento ruso Atmospheric Chemistry Suite (ACS) del ExoMars Trace Gas Orbiter de la Misión a Marte ExoMars 2016.

## Actividad Científica
La actividad científica aparece reflejada en más de 180 artículos, 60 contribuciones a actas de congresos, 3 libros, coeditor de 17 libros y varios artículos, conferencias y entrevistas de divulgación. Director de 16 tesis doctorales. Participación en 57 proyectos de investigación nacional e internacional. Organizador de conferencias nacionales e internacionales así como escuelas de verano en El Escorial, Madrid, España, tratando temas de Nolinealidad, Desorden, Procesos Estocásticos, Sistemas Complejos, Supercomputación, Bioinformática (codirector del Máster y Escuela de Verano de Bioinformática y Biología Computacional desde 2002) y Cálculo Fraccionario. Ha prestado especial atención a Actividades de Divulgación como las relacionadas con las tres escuelas de verano en El Escorial dedicadas a los diferentes contextos de la exploración de Marte: La Exploración de Marte (13-17 de julio de 2009), Marte y sus Enigmas (12-16 de julio de 2010) y Marte y Sociedad (13-15 de julio de 2011).
Colaboraciones con más de 20 universidades y centros internacionales de investigación: Universidad de Brown, Laboratorio Nacional de Los Álamos, Jet Propulsion Laboratory (JPL, NASA), Universidad de Bielefield, Universidad de París VI, Universidades de Lisboa y Madeira, Universidades Italianas de Pisa, Firenze y Bologna, Observatorios de Arcetri y Capodimonte de Nápoles, Laboratorio Europeo de Espectroscopía No-lineal (LENS, Firenze), Universidad de Kent, Universidad de Goteborg, Instituto de Investigación Espacial de la Academia Rusa de Ciencias (IKI), Universidad de Shanghái de Ciencia y Tecnología, Academia China Espacial de Ciencias.
Su experiencia abarca los siguientes temas:
- Dinámica no Lineal, Ecuaciones de Onda no Lineales, Procesos Estocásticos, Sistemas Complejos, Cálculo Fraccionario (creación del Grupo de Estudios de Cálculo Fraccionario en la UCM en 2005), Procesos con Memoria, Algoritmos Numéricos,[9] Minería de Datos, Modelización.
- Astrobiología, Radiación Electromagnética y Atmósfera en Marte.
- En el contexto de misiones a Marte, participación en la definición científica y diseño de instrumentos.

Es miembro del Foro de Empresas Innovadoras (FEI) y de múltiples sociedades, como la Real Sociedad Española de Física, la Real Sociedad Matemática Española, la Sociedad Española de Matemática Aplicada, la Sociedad Americana de Matemáticas, la Sociedad Americana de Física y la Sociedad Europea de Física.
Ha sido y es miembro del equipo editorial de múltiples publicaciones: Revista Española de Física (1987-1995), Revista de la Real Academia de Ciencias Exactas, Físicas y Naturales. Serie A. Matemáticas (RACSAM), Geoscientific Instrumentation, Methods and Data Systems, Progress in Fractional Differentiation and Applications, Fractional Differential Calculus, Open Physics (antiguamente, Central European Journal of Physics), Russian Microelectronics.

## Premios y distinciones
- Premio Daza Valdés de la Sociedad Española de Óptica (1970-1971).
- Premio a Investigadores Noveles de Física de la Real Sociedad Española de Física y Química (1978).
- Doctor Honoris Causa por la Universidad de Shanghái de Ciencia y Tecnología (1995).
- Medalla de la UCM (2002).
- Cruz del Mérito Militar con Distintivo Blanco (2006).
- Calle “Luis Vázquez” en el ayuntamiento de nacimiento Camponaraya.
- Distinción Commenda dell’Ordine della Stella della Solidarietà Italiana (2011).
- Premio de la NASA como Investigador Principal en REMS-Curiosity-MSL (2013).